# Пілот Піркс
«Пілот Піркс» (пол. Pilot Pirx) — вигаданий персонаж, який з'явився у 1966 році в науково-фантастичних оповіданнях польського письменника Станіслава Лема.
В оповіданнях Піркс послідовно зображується як курсант космічного корабля, пілот-початківець, досвідчений пілот, штурман і, нарешті, капітан (командор).
У 7 з 10 оповідань Піркс виступає в ролі Шерлока Голмса, який розслідує загадкові події.
Хоча Піркс з'являється в першій частині пізнішого роману Лема «Фіаско», особистість головного героя в другій частині так і не встановлена остаточно. Основна частина роману розгортається набагато далі в майбутньому, і він суттєво відрізняється від попередніх творів Лема.

## Поза літературою
- «Пригоди Піркса» — угорський телевізійний мінісеріал 1973 року.[3]
- «Дізнання пілота Піркса» — радянсько-польський фільм 1979 року за мотивами оповідання «Дізнання»[4].